# Syndrome de West
Pour les articles homonymes, voir West.
 Mise en garde médicale
Le syndrome de West, aussi connu sous le nom de spasmes infantiles, est une forme rare d'épilepsie du nourrisson. Nommé d'après le médecin anglais William James West (en) (1793-1848), qui le premier en a fait la description dans un article publié dans la revue The Lancet en 1841.
D'autres termes sont utilisés pour le décrire : « épilepsie en flexion généralisée », « encéphalite myoclonique infantile avec hypsarythmie », « tic de salaam » ("paix" en arabe, utilisé pour dire "bonjour") ou « spasme infantile ».
Le syndrome est relié à l'âge, commençant entre les troisième et douzième mois de vie, plus généralement le cinquième mois. Plusieurs causes sont connues (polyétiologie). Le syndrome est souvent causé par un mauvais fonctionnement du cerveau dont les origines peuvent être prénatales, périnatales (pendant l'accouchement) ou postnatales.

## Prévalence
La prévalence est d'environ 1/4000 à 1/6000. Statistiquement, les garçons sont plus à risques que les filles, dans un ratio de 3/2. Dans 90 % des cas les spasmes se manifestent pour la première fois entre les 3 et 12 mois de vie. Dans des cas plus rares, les spasmes débutent pendant les deux premiers mois de vie ou durant la deuxième à la quatrième année.

### Syndrome de West et syndrome de Down
En moyenne le syndrome de West apparaît chez 1 à 5 % des enfants atteints du syndrome de Down. Là où normalement cette forme d'épilepsie est relativement difficile à traiter chez les enfants qui n'ont pas la différence chromosomique trouvée chez le syndrome de Down, le syndrome de West affecte ceux qui possèdent cette différence avec beaucoup moins de sévérité et la réponse à la médication est meilleure. Le Deutsches Down-Syndrom InfoCenter, ou Center allemand d'information sur le syndrome de Down, a noté en 2003 que ce qui est normalement considéré comme une forme sérieuse d'épilepsie est, dans ces cas, souvent bénin.
Les relevés EEG d'un enfant avec le syndrome de Down sont souvent plus symétriques. Alors que ce ne sont pas tous les enfants qui n'auront plus d'épisodes lorsqu'ils sont sous médication, ceux ayant le syndrome de Down ont moins de chance de développer le syndrome de Lennox-Gastaut ou d'autres formes d'épilepsies que ceux n'ayant pas de matériel supplémentaire sur le 21e chromosome. La raison pour laquelle il est plus facile de traiter le syndrome de West chez les enfants atteints de trisomie 21 n'est pas connue.

### Le syndrome de West chez les enfants ayant d'autres syndromes
En plus du syndrome de Down (trisomie 21), d'autres affections sont associées avec un risque plus grand de développer le syndrome de West, incluant incontinentia pigmenti, sclérose tubéreuse, le syndrome de Foix-Chavany-Marie (en), le syndrome de Sturge-Weber et le syndrome de Sotos.

## Causes
La découverte du mécanisme biochimique responsable du syndrome de West n'a pas encore été faite. Une hypothèse existe selon laquelle ce pourrait être une erreur dans le fonctionnement des neurotransmetteurs, ou plus précisément, un défaut dans la régulation des procédés de transmission de l'acide gamma-aminobutyrique. Une autre possibilité actuellement étudiée est une hyperproduction de l'hormone de libération de la corticotrophine. Il est possible que plus d'un facteur soit en jeu. Les deux hypothèses sont étayées par l'action de certains médicaments utilisés dans le traitement du syndrome de West.
Voici les causes possibles[réf. nécessaire] :
- environ le tiers des enfants atteints présente un dysfonctionnement majeur du cerveau, incluant :
  - microcéphalie,
  - dysplasie corticale,
  - atrophie cérébrale,
  - lissencéphalie,
  - méningite bactérienne,
  - phacomatoses (par exemple syndrome de Bourneville),
  - syndrome d'Aicardi,
  - sclérose tubéreuse,
  - céphalhématome et
  - malformation vasculaire,
- de plus, d'autres causes sont en hausse dans les publications spécialisées[réf. souhaitée] :
  - maladie neurométabolique,
  - infection congénitale (par exemple à cytomégalovirus),
  - hypoglycémie
  - lésion cérébrale par asphyxie ou hypoxie (manque d'oxygène durant la naissance par exemple), leucomalacie périventriculaire, céphalhématome, accident cérébrovasculaire ou n'importe quel autre type de lésions cérébrales, dont celles causées par une naissance prématurée.

Quelques cas existent dans lesquels les spasmes ont débuté en tant qu'effet secondaire d'une vaccination ou d'une combinaison de vaccins,, contre la rougeole, les oreillons et la rubéole ou le tétanos, la coqueluche, la diphtérie, la poliomyélite, l'hépatite B et l'haemophilus influenzae de type B. Il est parfois difficile d'établir une relation de cause à effet entre la vaccination et le syndrome de West puisque dans la plupart des cas la vaccination se fait pendant la période où les spasmes débutent. Toutefois, en général, le syndrome de West n'est pas reconnu comme étant d'origine iatrogène.
Si une étiologie se présente, le syndrome est alors dit comme étant symptomatique, puisque les épisodes se manifestent comme un symptôme d'une autre anomalie.
Parfois le syndrome est dit cryptogénique, lorsqu'une étiologie ne peut être déterminée. Pour 20 % des enfants affectés par le syndrome de West, aucune cause ne peut être déterminée. Les critères de diagnostic sont :
- développement normal avant le début des épisodes ou le commencement de la thérapie ;
- aucune pathologie découverte lors des examens neurologiques ou neuroradiologiques ;
- aucun signe d'un déclencheur de spasmes.

Dans 15 % des cas, les enfants d'une même famille développent le syndrome de West. Des cas existent dans lesquels le syndrome apparaît dans les générations masculines successives ; ce qui est dû à l'hérédité du chromosome X.

## Présentation clinique
Les crises épileptiques observables chez les nourrissons se classent en trois catégories. Normalement ce trio d'attaques apparait ensemble, mais il est possible qu'elles soient indépendantes :
- Éclair : sévère convulsion myoclonique de tout le corps ou de plusieurs parties de celui-ci en une fraction de seconde, surtout au niveau des jambes qui se plient (les convulsions des muscles fléchisseurs sont généralement plus sévères que celles des extenseurs)
- Hochement de tête : convulsion des muscles de la tête et du cou, le menton se dirige vers la poitrine ou la tête se dirige vers l'intérieur
- Salaam : un spasme en flexion avec une avancée rapide de la tête et du torse vers l'avant, simultanément les bras se lèvent et se plient partiellement, amenant les mains plus ou moins ensemble. En imaginant ce mouvement au ralenti, il est semblable au salut oriental (salaam), d'où il tire son nom.

## Thérapie
Comparé à d'autres formes d'épilepsie, le syndrome de West est difficile à traiter. Un diagnostic rapide et un traitement appliqué dès le diagnostic complété augmentent les chances d'efficacité du traitement et diminuent le risque de séquelles à long terme. Malgré tout, rien ne garantit la réussite de la thérapie même lorsqu'elle débute dans les meilleures conditions.
Les recherches sont insuffisantes quant à l'influence à long terme du traitement sur le pronostic. En se fondant sur ce qui est connu aujourd'hui, le pronostic dépend largement de la cause des épisodes et de la durée de l'hypsarythmie. En général le pronostic s'aggrave lorsque la réponse du patient au traitement n'est pas très bonne et que l'activité cérébrale anormale continue. Le traitement diffère pour chaque cas et dépend de la cause (classification étiologique) et de l'état de développement du cerveau au moment des dégâts.
Deux médicaments sont actuellement utilisés comme traitement de première ligne à cause de leurs effets secondaires respectifs.
- ACTH - Utilisé principalement aux États-Unis
  - Les effets secondaires sont : gain de poids, particulièrement au torse et au visage, hypertension, anormalités du métabolisme, irritabilité sévère, ostéoporose, septicémie insuffisance cardiaque et affaiblissement du système immunitaire.
- Vigabatrine (Sabril) - Approuvé dans plusieurs pays, dont la majeure partie de l'Europe, le Canada et le Mexique.
  - Les effets secondaires sont : somnolence, maux de tête, étourdissement, fatigue, gain de poids, diminution de la vision ou d'autres changements à la vision.

Le Vigabatrine est bien connu pour son efficacité, particulièrement avec les enfants atteint de sclérose tubéreuse, avec des effets secondaires bénins. Mais  des études récentes démontrant une perte du champ visuel périphérique, il est depuis peu approuvé aux États-Unis. Plusieurs spécialistes croient qu'une utilisation courte (6 mois ou moins) de Vigabatrine n'affectera pas la vision. Aussi, considérant l'effet dévastateur des crises sur la vie de tous les jours et le développement mental, certains parents préfèrent prendre le risque d'une perte de champ visuel.
Quand ces deux médicaments sont inefficaces, d'autres peuvent être utilisés ensemble ou individuellement : topiramate (Topamax), lamotrigine (Lamictal), levetiracetam (Keppra) et zonisamide (Zonegran) sont ceux utilisés le plus couramment.
La diète cétogène a été testée et est reconnue comme étant efficace, jusqu'à 70 % des enfants démontrant une réduction de 50 % ou plus des crises.

## Pronostic
Il n'est pas vraiment possible d'émettre un pronostic sur le développement dû à la variabilité des causes, tel que mentionné plus haut, les différents symptômes et l'étiologie. Chaque cas doit être évalué individuellement.
Le pronostic des enfants avec un syndrome de West cryptogénique est généralement plus positif que ceux ayant la forme idiopathique ou symptomatique. Les cas cryptogéniques ont moins de chances de démontrer des problèmes de développement avant le début des épisodes, ils peuvent être traités plus facilement et efficacement et le taux de rechute est plus bas. Les enfants avec ce type de syndrome sont moins à risque de développer d'autres formes d'épilepsie; environ 2 enfants sur 5 (40 %) se développent au même rythme que les autres enfants.
Par contre, dans d'autres cas, le traitement du syndrome de West est relativement difficile et le résultat insatisfaisant; pour les enfants avec le syndrome de West idiopathique ou symptomatique le pronostic est généralement défavorable, particulièrement lorsqu'il n'y a pas une bonne réponse à la thérapie.
Statistiquement, 5 % des enfants avec le syndrome de West ne survivent pas au-delà de la cinquième année, dans certains cas dû à la cause étiologique du syndrome, dans d'autres pour des raisons reliées à la médication. Moins de la moitié se libèrent entièrement des attaques avec l'aide des médicaments. Les statistiques montrent que le traitement produit un résultat satisfaisant chez 3 enfants sur 10, avec 1 sur 25 dont le développement cognitif et moteur se fait plus ou moins normalement.
Une grande proportion (jusqu'à 90 %) des enfants souffrent de déficiences physiques et cognitives, même lorsque le traitement réussit. Ce n'est pas habituellement causé par les crises épileptiques elles-mêmes, mais plutôt par les causes sous-jacentes (anomalies cérébrales, leurs emplacements ou le degré de sévérité). De plus, des épisodes sévères et fréquents peuvent endommager encore plus le cerveau.
Les dommages permanents habituellement associés dans la littérature avec le syndrome de West incluent l'invalidité cognitive, des difficultés d'apprentissage et des troubles de comportement, l'infirmité motrice cérébrale, aussi appelée paralysie cérébrale (jusqu'à 50 % des cas), des désordres psychologiques et l'autisme (environ 30 % des enfants). Encore une fois, l'étiologie de chaque individu doit être prise en compte lorsque les causes-effets sont débattues.
Aussi bien que 6 enfants sur 10 souffriront d'épilepsie en vieillissant. Parfois le syndrome de West se transforme en épilepsie partielle ou généralisée. Environ la moitié de tous les enfants développent le syndrome de Lennox-Gastaut.

## Historique
Le syndrome de West fut nommé d'après le médecin et chirurgien anglais William James West (en) (1793-1848), qui a vécu à Tonbridge. En 1841 il observe ce type d'épilepsie sur son propre fils, qui était âgé d'environ 4 mois à cette époque. Il a publié ses observations sous un point de vue scientifique dans le magazine The Lancet. Il a nommé les crises « tics de Salaam » à cette époque.